# Irena Atenska
Irena ili Irena Atenjanka (starogrč. Εἰρήνη, Eirḗnē, Εἰρήνη ἡ Ἀθηναία) (Atena, 752. – Lezbos, 9. kolovoza 803.), bizantska carica od 797. do 802. godine, posljednji izdanak Izaurijske dinastije. Proglašena je sveticom u pravoslavnoj crkvi zbog nastojanja oko štovanja ikona i brige za manastire.
Rođena je u uglednoj atenskoj plemićkoj obitelji. Udala se za bizantskog cara Leona IV. Hazara (775. – 780.) i kao njegova žena stekla je titulu carice (grč. βασίλισσα, basilissa) 775. godine. Nakon njegove smrti preuzela je vlast kao regentkinja u ime malodobnog sina Konstantina VI. (780. – 797.).
Nagovorila je patrijarha Pavla IV. da dade ostavku pod izlikom kako se radilo o želji pučanstva. Za patrijarha je izabran caričin tajnik Tarazije, svjetovnjak i vojnik s teološkom spremom, ali i razvijenim političkim smislom. Preko njega je željela sazvati novi crkveni sabor koji će poništiti zaključke iz Hierije (754.) te dopustiti javno štovanje svetih slika. Sabor je sazvan s papinim pristankom te sudjelovanjem istočnih patrijarha. Zasjedanje je bilo u crkvi Svetih Apostola (1. kolovoza 786.). Ikonoklastički biskupi i vojnici upali su u crkvu te na samom početku rastjerali sakupljene sudionike. Zatim je carica iz Carigrada prebacila u Malu Aziju kipoboračke vojne odrede, pod izlikom da se bore protiv Arapa. Zatim je iz Tracije dovela u Carigrad vojnike, pristaše svetih slika, te im je povjerila obranu Grada.
U svibnju 787. bio je sazvan novi sabor. Sastali su se u Niceji te raspravljali na sedam uzastopnih zasjedanja (od 24. rujna do 13. listopada 787.). Zaključno zasjedanje održano je u palači Magnaure u Carigradu, 23. listopada 787. godine. Saborski oci su tada prokleli protivnike svetih slika te uspostavili njihovo štovanje te potvrdiše vjersku istinu da sveci posreduju za ljude pred Bogom. Karlo Veliki je bio krivo upućen u radove sabora te je osudio i protuzakoniti skup u Hieriji i na pravi VII. opći sabor u Niceji. U prisutnosti papinih poslanika, crkveni skup u Frankfurtu (794.) osudio je greškom zakoniti sabor u Niceji. Ipak, papa Hadrijan I., odobrio je saborske spise te je obavijestio Karla Velikoga.
Ratovala je neuspješno s abasidskim kalifom Harunom al-Rašidom (786. – 809.) zbog čega se morala obavezati na plaćanje tributa.
Nakon Konstantinove punoljetnosti koji se tek 790. godine uspio proglasiti samovladarom 790. pokušavala je spletkama ostvariti utjecaj na dvoru. Ona si je preuzela vrhovnu vlast u carstvu te si prisvojila naslov „cara”, a ne „carice” (797.). Kako bi učvrstila svoju vlast naredila je da se sinu Konstantinu VI. daju iskopati oči.
Dana 31. listopada 802. visoki činovnici svrgli su Irenu s prijestolja i zatočili je na Prinčeve otoke kod Carigrada te je zatim bila prevezena na otok Lezbos. Na carsko prijestolje dolazi dotadašnji ministar financija Nikefor. On se nije borio protiv svetih slika, ali je zahtijevao da se svećenstvo pokorava carskim odredbama u korist općega dobra i mira.

### Članci
- Tadin, Marin. 1984. Bizantinski ikonoklazam ili kipoborstvo (730—843. god.). Crkva u svijetu. Sveučilište u Splitu - Katolički bogoslovni fakultet. Split. 19 (4): 391–405

| Irena Atenska Izaurijska dinastijaRođ. c. 752. Umr. 9. kolovoza 803. |                                                        |                             |
| Vladarske titule                                                     |                                                        |                             |
| prethodnik Konstantin VI.                                            | Bizantska carica 19. travnja 797. – 31. listopada 802. | nasljednik Nikefor I.       |
| Kraljevske titule                                                    |                                                        |                             |
| prethodnik Eudokija                                                  | bizantska carica-supruga 775.–780.                     | nasljednik Marija od Amnije |